# Incisioni di Albrecht Dürer

Monogramma personale di Albrecht Dürer, con il quale era solito firmare le sue opere

Quello che segue è un elenco cronologico delle incisioni di Albrecht Dürer, pittore e incisore tedesco considerato il più importante esponente del Rinascimento tedesco e tra i più importanti del Rinascimento nordico.

## Acquaforte
| Immagine | Titolo                             | Data      | Dimensioni   | Tecnica    | N. |
| -------- | ---------------------------------- | --------- | ------------ | ---------- | -- |
|          | Uomo disperato                     | 1513–1517 | 186 × 135 mm | acquaforte |    |
|          | Uomo dei dolori seduto             | 1515      | 112 × 67 mm  | acquaforte |    |
|          | Orazione nell'orto                 | 1515      | 224 × 157 mm | acquaforte |    |
|          | Sudario spiegato da un angelo      | 1516      | 184 × 133 mm | acquaforte |    |
|          | Ratto di Proserpina su un unicorno | 1516      | 315 × 211 mm | acquaforte |    |
|          | Paesaggio con cannone              | 1518      | 218 × 324 mm | acquaforte |    |

## Incisioni su rame
| Immagine | Titolo                                                                            | Data      | Dimensioni   | Tecnica           | N. |
| -------- | --------------------------------------------------------------------------------- | --------- | ------------ | ----------------- | -- |
|          | Conversione di Paolo                                                              | 1494      | 295 × 217 mm | incisione su rame |    |
|          | Giovane donna aggredita dalla Morte (o Lo Stupratore)                             | 1494–1495 | 110 × 92 mm  | incisione su rame |    |
|          | Grande messaggero                                                                 | 1494–1495 | 100 × 115 mm | incisione su rame |    |
|          | Sacra Famiglia con la libellula                                                   | 1495      | 151 × 140 mm | incisione su rame |    |
|          | La coppia mal assortita (o l'Offerta d'Amore)                                     | 1495      | 151 × 140 mm | incisione su rame |    |
|          | Cinque lanzichenecchi e un orientale a cavallo                                    | 1495      | 133 × 147 mm | incisione su rame |    |
|          | San Girolamo penitente nel deserto                                                | 1494–1498 | 316 × 225 mm | incisione su rame |    |
|          | Penitenza di san Giovanni Crisostomo                                              | 1494–1498 | 183 × 119 mm | incisione su rame |    |
|          | La mostruosa scrofa di Landser                                                    | 1494–1498 | 118 × 126 mm | incisione su rame |    |
|          | Il figliol prodigo                                                                | 1494–1498 | 247 × 191 mm | incisione su rame |    |
|          | Piccola Fortuna                                                                   | 1495–1496 | 120 × 66 mm  | incisione su rame |    |
|          | Piccolo messaggero                                                                | 1496      | 110 × 78 mm  | incisione su rame |    |
|          | Un cuoco e sua moglie                                                             | 1496      | 109 × 77 mm  | incisione su rame |    |
|          | Tre contadini in conversazione                                                    | 1496–1497 | 108 × 77 mm  | incisione su rame |    |
|          | Signora a cavallo e lanzichenecco                                                 | 1496–1497 | 106 × 77 mm  | incisione su rame |    |
|          | Famiglia orientale                                                                | 1496–1497 | 111 × 79 mm  | incisione su rame |    |
|          | Un contadino e sua moglie                                                         | 1496–1498 | 109 × 77 mm  | incisione su rame |    |
|          | Quattro donne nude (o Quattro streghe)                                            | 1497      | 194 × 135 mm | incisione su rame |    |
|          | Giovane coppia minacciata dalla Morte (o La passeggiata)                          | 1496–1500 | 194 × 120 mm | incisione su rame |    |
|          | Madonna della Scimmia                                                             | 1496–1500 | 190 × 121 mm | incisione su rame |    |
|          | La tentazione del fannullone (o Il sogno del dottore)                             | 1496–1500 | 190 × 121 mm | incisione su rame |    |
|          | Mostro marino                                                                     | 1496–1500 | 248 × 189 mm | incisione su rame |    |
|          | Ercole al bivio                                                                   | 1496–1500 | 320 × 222 mm | incisione su rame |    |
|          | Sol Justitiae (o Il giudice)                                                      | 1498–1501 | 105 × 76 mm  | incisione su rame |    |
|          | San Sebastiano alla colonna                                                       | 1497–1501 | 106 × 76 mm  | incisione su rame |    |
|          | Madonna col Bambino su una luna crescente                                         | 1498–1500 | 107 × 77 mm  | incisione su rame |    |
|          | Uomo dei dolori a braccia aperte                                                  | 1500      | 117 × 71 mm  | incisione su rame |    |
|          | San Sebastiano legato a un albero                                                 | 1499–1503 | 115 × 71 mm  | incisione su rame |    |
|          | Madonna col Bambino e Sant'Anna                                                   | 1500–1502 | 116 × 71 mm  | incisione su rame |    |
|          | Sant'Eustachio                                                                    | 1499–1503 | 359 × 261 mm | incisione su rame |    |
|          | Strega                                                                            | 1498–1502 | 115 × 71 mm  | incisione su rame |    |
|          | Tre putti con trombe, scudo ed elmo                                               | 1498–1502 | 114 × 72 mm  | incisione su rame |    |
|          | Nemesis (o Grande Fortuna)                                                        | 1501–1502 | 330 × 230 mm | incisione su rame |    |
|          | Apollo e Diana                                                                    | 1501–1506 | 115 × 70 mm  | incisione su rame |    |
|          | San Giorgio                                                                       | 1500–1505 | 116 × 72 mm  | incisione su rame |    |
|          | Alfiere                                                                           | 1502–1503 | 115 × 70 mm  | incisione su rame |    |
|          | Stemma con leone e gallo                                                          | 1500–1503 | 182 × 118 mm | incisione su rame |    |
|          | Madonna sul prato                                                                 | 1503      | 114 × 71 mm  | incisione su rame |    |
|          | Stemma con teschio                                                                | 1503      | 220 × 158 mm | incisione su rame |    |
|          | Natività                                                                          | 1504      | 186 × 120 mm | incisione su rame |    |
|          | Adamo ed Eva                                                                      | 1504      | 248 × 192 mm | incisione su rame |    |
|          | Famiglia di satiri                                                                | 1505      | 115 × 70 mm  | incisione su rame |    |
|          | Piccolo cavallo                                                                   | 1505      | 165 × 108 mm | incisione su rame |    |
|          | Grande cavallo                                                                    | 1505      | 167 × 119 mm | incisione su rame |    |
|          | San Giorgio a cavallo                                                             | 1508      | 109 × 85 mm  | incisione su rame |    |
|          | Crocifissione                                                                     | 1508      | 134 × 98 mm  | incisione su rame |    |
|          | Madonna incoronata di stelle su luna crescente                                    | 1508      | 119 × 75 mm  | incisione su rame |    |
|          | Orazione nell'orto                                                                | 1508      | 117 × 74 mm  | incisione su rame |    |
|          | Tradimento di Cristo                                                              | 1508      | 117 × 74 mm  | incisione su rame |    |
|          | Uomo dei dolori alla colonna                                                      | 1509      | 117 × 74 mm  | incisione su rame |    |
|          | Madonna della Pera                                                                | 1511      | 160 × 107 mm | incisione su rame |    |
|          | Crocifissione                                                                     | 1511      | 117 × 74 mm  | incisione su rame |    |
|          | Cristo davanti Caifa                                                              | 1512      | 117 × 74 mm  | incisione su rame |    |
|          | Cristo davanti Pilato                                                             | 1512      | 117 × 74 mm  | incisione su rame |    |
|          | Flagellazione                                                                     | 1512      | 117 × 74 mm  | incisione su rame |    |
|          | Cristo incoronato di spine                                                        | 1512      | 117 × 74 mm  | incisione su rame |    |
|          | Ecce Homo                                                                         | 1512      | 117 × 74 mm  | incisione su rame |    |
|          | Pilato si lava le mani                                                            | 1512      | 117 × 74 mm  | incisione su rame |    |
|          | Trasporto della croce                                                             | 1512      | 117 × 74 mm  | incisione su rame |    |
|          | Compianto sul Cristo morto                                                        | 1512      | 117 × 74 mm  | incisione su rame |    |
|          | Deposizione                                                                       | 1512      | 117 × 74 mm  | incisione su rame |    |
|          | Cristo al Limbo                                                                   | 1512      | 117 × 74 mm  | incisione su rame |    |
|          | Risurrezione                                                                      | 1512      | 117 × 74 mm  | incisione su rame |    |
|          | Sudario della Veronica                                                            | 1513      | 100 × 139 mm | incisione su rame |    |
|          | Madonna dell'Albero                                                               | 1513      | 117 × 75 mm  | incisione su rame |    |
|          | Il Cavaliere, la Morte e il Diavolo                                               | 1513      | 246 × 188 mm | incisione su rame |    |
|          | Santi Pietro e Giovanni guariscono lo storpio                                     | 1513      | 117 × 74 mm  | incisione su rame |    |
|          | Coppia danzante di contadini                                                      | 1514      | 117 × 74 mm  | incisione su rame |    |
|          | Suonatore di cornamusa                                                            | 1514      | 116 × 75 mm  | incisione su rame |    |
|          | San Girolamo nella cella                                                          | 1514      | 247 × 188 mm | incisione su rame |    |
|          | Madonna del Muro                                                                  | 1514      | 147 × 101 mm | incisione su rame |    |
|          | Melencolia I                                                                      | 1514      | 239 × 188 mm | incisione su rame |    |
|          | Madonna col Bambino e un diadema sulla luna crescente                             | 1514      | 118 × 76 mm  | incisione su rame |    |
|          | Paolo l'Apostolo                                                                  | 1514      | 118 × 74 mm  | incisione su rame |    |
|          | Tommaso l'Apostolo                                                                | 1514      | 117 × 75 mm  | incisione su rame |    |
|          | Madonna incoronata di stelle e con uno scettro sulla luna crescente               | 1516      | 118 × 74 mm  | incisione su rame |    |
|          | Madonna incoronata da due angeli                                                  | 1518      | 155 × 101 mm | incisione su rame |    |
|          | Cardinale Alberto, arcivescovo del Brandeburgo e di Magonza (o Piccolo Cardinale) | 1519      | 146 × 96 mm  | incisione su rame |    |
|          | Sant'Antonio                                                                      | 1519      | 98 × 142 mm  | incisione su rame |    |
|          | Contadino e sua moglie al mercato                                                 | 1519      | 115 × 72 mm  | incisione su rame |    |
|          | Madonna del Latte                                                                 | 1519      | 115 × 74 mm  | incisione su rame |    |
|          | Madonna incoronata da un angelo                                                   | 1520      | 138 × 99 mm  | incisione su rame |    |
|          | Madonna col Bambino fasciato                                                      | 1520      | 141 × 96 mm  | incisione su rame |    |
|          | San Cristoforo rivolto a destra                                                   | 1521      | 118 × 75 mm  | incisione su rame |    |
|          | San Cristoforo rivolto a sinistra                                                 | 1521      | 118 × 75 mm  | incisione su rame |    |
|          | Cardinale Alberto, arcivescovo del Brandeburgo e di Magonza (o Grande Cardinale)  | 1523      | 174 × 127 mm | incisione su rame |    |
|          | San Bartolomeo                                                                    | 1523      | 121 × 75 mm  | incisione su rame |    |
|          | San Simone                                                                        | 1523      | 118 × 75 mm  | incisione su rame |    |
|          | Crocifissione                                                                     | с. 1523   | 320 × 226 mm | incisione su rame |    |
|          | Ritratto di Federico il Saggio                                                    | 1524      | 193 × 126 mm | incisione su rame |    |
|          | Willibald Pirckheimer                                                             | 1524      | 182 × 111 mm | incisione su rame |    |
|          | San Filippo                                                                       | 1526      | 122 × 76 mm  | incisione su rame |    |
|          | Philipp Melanchthon                                                               | 1526      | 177 × 127 mm | incisione su rame |    |
|          | Erasmo da Rotterdam                                                               | 1526      | 249 × 193 mm | incisione su rame |    |

## Puntasecca
| Immagine | Titolo                                                  | Data | Dimensioni   | Tecnica    | N. |
| -------- | ------------------------------------------------------- | ---- | ------------ | ---------- | -- |
|          | Sacra Famiglia coi santi Giovanni, Maddalena e Nicodemo | 1510 | 216 × 190 mm | puntasecca |    |
|          | San Geronimo accanto al salice potato                   | 1512 | 208 × 185 mm | puntasecca |    |
|          | Uomo dei dolori con mani legate                         | 1512 | 118 × 74 mm  | puntasecca |    |

## Xilografie
| Immagine | Titolo                                                                                     | Data               | Serie/Curiosità/Ulteriori informazioni | N.    |
| -------- | ------------------------------------------------------------------------------------------ | ------------------ | --- | ----- |
|          | San Girolamo estrae una spina dalla zampa del leone                                        | 1492               | |       |
|          | Cristo sulla croce tra la Madonna e San Giovanni                                           | 1493               | Paternità incerta |       |
|          | Flagellazione                                                                              | c. 1494            | Paternità incerta |       |
|          | Cristo trasporta la croce                                                                  | c. 1494            | Paternità incerta |       |
|          | Cristo sulla croce                                                                         | c. 1494            | Paternità incerta |       |
|          | Compianto sul Cristo morto                                                                 | 1495               | Paternità incerta |       |
|          | Crocifissione                                                                              | 1495               | Paternità incerta |       |
|          | Martirio di San Sebastiano                                                                 | c. 1495            | Paternità incerta |       |
|          | Uomo sifilitico                                                                            | 1496               | Paternità incerta |       |
|          | Ercole                                                                                     | c. 1496            | |       |
|          | Martirio dei Diecimila                                                                     | c. 1496-1497       | |       |
|          | Il cavaliere e il lanzichenecco                                                            | c. 1496-1497       | |       |
|          | Bagno di uomini                                                                            | c. 1496-1497       | |       |
|          | Martirio di Santa Caterina                                                                 | c. 1497-1499       | |       |
|          | Sansone uccide il leone                                                                    | c. 1497-1498       | |       |
|          | Sacra Famiglia con le tre lepri                                                            | c. 1497-1498       | |       |
|          | Die heimlich offenbarung iohnis                                                            | c. 1497-1498       | Frontespizio dell'Apocalissee |       |
|          | Apocalipsis cum figuris                                                                    | 1498               | Frontespizio dell'Apocalisse |       |
|          | Martirio di San Giovanni                                                                   | c. 1496-1498       | Una delle quindici xilografie della serie dell'Apocalisse di Albrecht Dürer                                                                                                  |       |
|          | Visione di Cristo e dei sette candelabri                                                   | c. 1496-1498       | Una delle quindici xilografie della serie dell'Apocalisse di Albrecht Dürer                                                                                                  |       |
|          | San Giovanni inginocchiato davanti Cristo e i ventiquattro anziani                         | c. 1496-1498       | Una delle quindici xilografie della serie dell'Apocalisse di Albrecht Dürer                                                                                                  |       |
|          | Quattro cavalieri dell'Apocalisse                                                          | c. 1496-1498       | Una delle quindici xilografie della serie dell'Apocalisse di Albrecht Dürer                                                                                                  |       |
|          | Apertura del quinto e sesto sigillo                                                        | c. 1496-1498       | Una delle quindici xilografie della serie dell'Apocalisse di Albrecht Dürer                                                                                                  |       |
|          | Quattro angeli dei Venti e firma del Prescelto                                             | c. 1496-1498       | Una delle quindici xilografie della serie dell'Apocalisse di Albrecht Dürer                                                                                                  |       |
|          | Apertura del settimo sigillo e l'Aquila grida "Calamità"                                   | c. 1496-1498       | Una delle quindici xilografie della serie dell'Apocalisse di Albrecht Dürer                                                                                                  |       |
|          | Quattro angeli della Morte                                                                 | c. 1496-1498       | Una delle quindici xilografie della serie dell'Apocalisse di Albrecht Dürer                                                                                                  |       |
|          | San Giovanni divora il libro                                                               | c. 1496-1498       | Una delle quindici xilografie della serie dell'Apocalisse di Albrecht Dürer                                                                                                  |       |
|          | La Donna dell'Apocalisse e il Drago a sette teste                                          | c. 1496-1498       | Una delle quindici xilografie della serie dell'Apocalisse di Albrecht Dürer                                                                                                  |       |
|          | San Michele combatte il Drago                                                              | c. 1496-1498       | Una delle quindici xilografie della serie dell'Apocalisse di Albrecht Dürer                                                                                                  |       |
|          | La Bestia con le corna d'agnello e la Bestia a sette teste                                 | c. 1496-1498       | Una delle quindici xilografie della serie dell'Apocalisse di Albrecht Dürer                                                                                                  |       |
|          | Adorazione dell'Agnello e inno degli eletti                                                | c. 1496-1498       | Una delle quindici xilografie della serie dell'Apocalisse di Albrecht Dürer                                                                                                  |       |
|          | Prostituta di Babilonia                                                                    | c. 1496-1498       | Una delle quindici xilografie della serie dell'Apocalisse di Albrecht Dürer                                                                                                  |       |
|          | Angelo con la chiave del Pozzo Senzafondo                                                  | c. 1496-1498       | Una delle quindici xilografie della serie dell'Apocalisse di Albrecht Dürer                                                                                                  |       |
|          | Cristo sul Monte degli Ulivi                                                               | c. 1497-1500       | Una delle undici xilografie della serie della Grande Passione di Albrecht Dürer. Tra le migliori copie esistenti, c'è quella conservata nell'Albertina di Vienna             |       |
|          | Flagellazione di Cristo                                                                    | c. 1497            | Una delle undici xilografie della serie della Grande Passione di Albrecht Dürer. Tra le migliori copie esistenti, c'è quella conservata nell'Albertina di Vienna             |       |
|          | Ecce Homo                                                                                  | c. 1498-1499       | Una delle undici xilografie della serie della Grande Passione di Albrecht Dürer. Tra le migliori copie esistenti, c'è quella conservata nell'Albertina di Vienna             |       |
|          | Cristo che porta la croce                                                                  | c. 1498-1499       | Una delle undici xilografie della serie della Grande Passione di Albrecht Dürer. Tra le migliori copie esistenti, c'è quella conservata nell'Albertina di Vienna             |       |
|          | Crocifissione                                                                              | c. 1497-1498       | Una delle undici xilografie della serie della Grande Passione di Albrecht Dürer. Tra le migliori copie esistenti, c'è quella conservata nell'Albertina di Vienna             |       |
|          | Compianto sul Cristo morto                                                                 | c. 1498-1499       | Una delle undici xilografie della serie della Grande Passione di Albrecht Dürer. Tra le migliori copie esistenti, c'è quella conservata nell'Albertina di Vienna             |       |
|          | Sepoltura di Cristo                                                                        | c. 1497            | Una delle undici xilografie della serie della Grande Passione di Albrecht Dürer. Tra le migliori copie esistenti, c'è quella conservata nell'Albertina di Vienna             |       |
|          | Cristo incoronato di Spine                                                                 | c. 1500            | Paternità incerta |       |
|          | Illustrazioni per le Revelationes Sancte Birgitte                                          | 1500               | Paternità incerta |       |
|          | Conrad Celtis presenta il libro di Roswitha a Federico III di Sassonia                     | 1501               | |       |
|          | Roswitha presenta il suo libro all'imperatore Ottone I                                     | 1501               | |       |
|          | Conrad Celtis presenta il suo libro "Quatuor Libri Amorum" a Massimiliano I                | 1502               | |       |
|          | Filosofia                                                                                  | c. 1502            | |       |
|          | San Sebaldo su una colonna                                                                 | c. 1501            | |       |
|          | Ex libris di Willibald Pirckheimer                                                         |                    | |       |
|          | Astronomo                                                                                  | 1504               | Paternità incerta |       |
|          | Donna nuda con Zodiaco                                                                     | c. 1500            | Paternità incerta |       |
|          | Rifiuto dell'offerta di Gioacchino                                                         | c. 1504-1505       | Una delle diciannove xilografie della serie della Vita della Vergine. Conservata, tra le migliori copie esistenti, nella Staatliche Graphische Sammlung di Monaco di Baviera |       |
|          | Apparizione dell'Angelo a Gioacchino                                                       | c. 1504            | Una delle diciannove xilografie della serie della Vita della Vergine. Conservata, tra le migliori copie esistenti, nella Staatliche Graphische Sammlung di Monaco di Baviera |       |
|          | Incontro alla Porta Aurea                                                                  | 1504               | Una delle diciannove xilografie della serie della Vita della Vergine. Conservata, tra le migliori copie esistenti, nella Staatliche Graphische Sammlung di Monaco di Baviera |       |
|          | Nascita della Vergine                                                                      | c. 1503-1504       | Una delle diciannove xilografie della serie della Vita della Vergine. Conservata, tra le migliori copie esistenti, nella Staatliche Graphische Sammlung di Monaco di Baviera |       |
|          | Presentazione della Vergine al Tempio                                                      | c. 1502-1503       | Una delle diciannove xilografie della serie della Vita della Vergine. Conservata, tra le migliori copie esistenti, nella Staatliche Graphische Sammlung di Monaco di Baviera |       |
|          | Sposalizio della Vergine                                                                   | c. 1504-1505       | Una delle diciannove xilografie della serie della Vita della Vergine. Conservata, tra le migliori copie esistenti, nella Staatliche Graphische Sammlung di Monaco di Baviera |       |
|          | Annunciazione                                                                              | c. 1502-1504       | Una delle diciannove xilografie della serie della Vita della Vergine. Conservata, tra le migliori copie esistenti, nella Staatliche Graphische Sammlung di Monaco di Baviera |       |
|          | Visitazione                                                                                | c. 1504            | Una delle diciannove xilografie della serie della Vita della Vergine. Conservata, tra le migliori copie esistenti, nella Staatliche Graphische Sammlung di Monaco di Baviera |       |
|          | Natività                                                                                   | c. 1502-1504       | Una delle diciannove xilografie della serie della Vita della Vergine. Conservata, tra le migliori copie esistenti, nella Staatliche Graphische Sammlung di Monaco di Baviera |       |
|          | Adorazione dei Magi                                                                        | c. 1501-1503       | Una delle diciannove xilografie della serie della Vita della Vergine. Conservata, tra le migliori copie esistenti, nella Staatliche Graphische Sammlung di Monaco di Baviera |       |
|          | Presentazione di Gesù al Tempio                                                            | c. 1504-1505       | Una delle diciannove xilografie della serie della Vita della Vergine. Conservata, tra le migliori copie esistenti, nella Staatliche Graphische Sammlung di Monaco di Baviera |       |
|          | Circoncisione di Cristo                                                                    | c. 1504-1505       | Una delle diciannove xilografie della serie della Vita della Vergine. Conservata, tra le migliori copie esistenti, nella Staatliche Graphische Sammlung di Monaco di Baviera |       |
|          | Fuga in Egitto                                                                             | c. 1504            | Una delle diciannove xilografie della serie della Vita della Vergine. Conservata, tra le migliori copie esistenti, nella Staatliche Graphische Sammlung di Monaco di Baviera |       |
|          | Riposo durante la Fuga in Egitto                                                           | c. 1504            | Una delle diciannove xilografie della serie della Vita della Vergine. Conservata, tra le migliori copie esistenti, nella Staatliche Graphische Sammlung di Monaco di Baviera |       |
|          | Cristo tra i Dottori del Tempio                                                            | c. 1503-1504       | Una delle diciannove xilografie della serie della Vita della Vergine. Conservata, tra le migliori copie esistenti, nella Staatliche Graphische Sammlung di Monaco di Baviera |       |
|          | Cristo si congeda da sua madre                                                             | c. 1504-1505       | Una delle diciannove xilografie della serie della Vita della Vergine. Conservata, tra le migliori copie esistenti, nella Staatliche Graphische Sammlung di Monaco di Baviera |       |
|          | Vergine adorata da angeli e santi                                                          | c. 1504            | Una delle diciannove xilografie della serie della Vita della Vergine. Conservata, tra le migliori copie esistenti, nella Staatliche Graphische Sammlung di Monaco di Baviera |       |
|          | Calvario con tre croci                                                                     | c. 1504-1505       | |       |
|          | Sacra Famiglia con due angeli in una sala a volta                                          | c. 1504            | |       |
|          | San Cristoforo                                                                             | c. 1503-1504       | |       |
|          | Francesco d'Assisi riceve le stigmate                                                      | c. 1503-1504       | |       |
|          | Santi Giovanni e Onofrio                                                                   | c. 1504            | |       |
|          | I santi eremiti Antonio e Paolo                                                            | c. 1504            | |       |
|          | San Giorgio uccide il Drago                                                                | c. 1501-1504       | |       |
|          | Elevazione di Maria Maddalena                                                              | c. 1504-1505       | |       |
|          | Sacra Famiglia con cinque angeli                                                           | c. 1500            | |       |
|          | Santi Stefano, Sisto e Lorenzo                                                             | c. 1504-1505       | |       |
|          | Santi Nicola, Ulrico ed Erasmo                                                             | 1500s              | |       |
|          | Primo Nodo                                                                                 | c. 1506-1507       | |       |
|          | Secondo Nodo                                                                               | c. 1506-1507       | |       |
|          | Terzo Nodo                                                                                 | c. 1506-1507       | |       |
|          | Quarto Nodo                                                                                | c. 1506-1507       | |       |
|          | Quinto Nodo                                                                                | c. 1506-1507       | |       |
|          | Sesto Nodo                                                                                 | c. 1506-1507       | |       |
|          | Stemma di Michel Beheim                                                                    | c. 1520            | |       |
|          | Stemma delle famiglie Scheurl e Tucher                                                     | 1512               | Paternità incerta |       |
|          | Giobbe nella sua malattia flagellato dal Diavolo                                           | 1509               | Paternità incerta |       |
|          | Cristo sulla croce tra la Madonna e Giovanni                                               | 1510               | |       |
|          | Maestro                                                                                    | 1510               | |       |
|          | La Morte e il lanzichenecco                                                                | 1510               | |       |
|          | Re Davide fa penitenza                                                                     | 1510               | |       |
|          | Decapitazione del Battista                                                                 | 1510               | |       |
|          | Rivelazione di San Giovanni                                                                | c. 1510-1511       | Frontespizio della serie della Apocalisse |       |
|          | Frontespizio                                                                               | probabilmente 1511 | Frontespizio della serie della Grande Passione di Albrecht Dürer. Tra le migliori copie esistenti, c'è quella conservata nell'Albertina di Vienna                            |       |
|          | Ultima Cena                                                                                | 1510               | Una delle undici xilografie della serie della Grande Passione di Albrecht Dürer. Tra le migliori copie esistenti, c'è quella conservata nell'Albertina di Vienna             |       |
|          | Cattura di Cristo                                                                          | 1510               | Una delle undici xilografie della serie della Grande Passione di Albrecht Dürer. Tra le migliori copie esistenti, c'è quella conservata nell'Albertina di Vienna             |       |
|          | Cristo al Limbo                                                                            | 1510               | Una delle undici xilografie della serie della Grande Passione di Albrecht Dürer. Tra le migliori copie esistenti, c'è quella conservata nell'Albertina di Vienna             |       |
|          | Risurrezione di Cristo                                                                     | 1510               | Una delle undici xilografie della serie della Grande Passione di Albrecht Dürer. Tra le migliori copie esistenti, c'è quella conservata nell'Albertina di Vienna             |       |
|          | Madonna sulla Luna crescente                                                               | c. 1510-1511       | Frontespizio della serie della Vita della Vergine. Conservata, tra le migliori copie esistenti, nella Staatliche Graphische Sammlung di Monaco di Baviera                    |       |
|          | Morte della Vergine                                                                        | 1510               | Una delle diciannove xilografie della serie della Vita della Vergine. Conservata, tra le migliori copie esistenti, nella Staatliche Graphische Sammlung di Monaco di Baviera |       |
|          | Incoronazione della Vergine                                                                | 1510               | Una delle diciannove xilografie della serie della Vita della Vergine. Conservata, tra le migliori copie esistenti, nella Staatliche Graphische Sammlung di Monaco di Baviera |       |
|          | Frontespizio                                                                               | 1511               | Frontespizio della serie della Piccola Passione di Albrecht Dürer. Tra le migliori copie esistenti, c'è quella conservata al British Museum di Londra                        |       |
|          | Peccato originale                                                                          | c. 1509-1510       | Una delle trentasei xilografie della serie della Piccola Passione di Albrecht Dürer. Tra le migliori copie esistenti, c'è quella conservata al British Museum di Londra      |       |
|          | Cacciata dal Paradiso Terrestre                                                            | 1510               | Una delle trentasei xilografie della serie della Piccola Passione di Albrecht Dürer. Tra le migliori copie esistenti, c'è quella conservata al British Museum di Londra      |       |
|          | Annunciazione                                                                              | c. 1509-1510       | Una delle trentasei xilografie della serie della Piccola Passione di Albrecht Dürer. Tra le migliori copie esistenti, c'è quella conservata al British Museum di Londra      |       |
|          | Natività                                                                                   | c. 1509-1510       | Una delle trentasei xilografie della serie della Piccola Passione di Albrecht Dürer. Tra le migliori copie esistenti, c'è quella conservata al British Museum di Londra      |       |
|          | Congedo di Cristo                                                                          | c. 1509-1510       | Una delle trentasei xilografie della serie della Piccola Passione di Albrecht Dürer. Tra le migliori copie esistenti, c'è quella conservata al British Museum di Londra      |       |
|          | Cristo entra a Gerusalemme                                                                 | c. 1509-1510       | Una delle trentasei xilografie della serie della Piccola Passione di Albrecht Dürer. Tra le migliori copie esistenti, c'è quella conservata al British Museum di Londra      |       |
|          | Cristo caccia i mercanti dal Tempio                                                        | c. 1509-1510       | Una delle trentasei xilografie della serie della Piccola Passione di Albrecht Dürer. Tra le migliori copie esistenti, c'è quella conservata al British Museum di Londra      |       |
|          | Ultima Cena                                                                                | c. 1509-1510       | Una delle trentasei xilografie della serie della Piccola Passione di Albrecht Dürer. Tra le migliori copie esistenti, c'è quella conservata al British Museum di Londra      |       |
|          | Cristo lava i piedi a Pietro                                                               | c. 1509-1510       | Una delle trentasei xilografie della serie della Piccola Passione di Albrecht Dürer. Tra le migliori copie esistenti, c'è quella conservata al British Museum di Londra      |       |
|          | Cristo suo Monte degli Ulivi                                                               | c. 1509-1510       | Una delle trentasei xilografie della serie della Piccola Passione di Albrecht Dürer. Tra le migliori copie esistenti, c'è quella conservata al British Museum di Londra      |       |
|          | Cattura di Cristo                                                                          | c. 1509-1510       | Una delle trentasei xilografie della serie della Piccola Passione di Albrecht Dürer. Tra le migliori copie esistenti, c'è quella conservata al British Museum di Londra      |       |
|          | Cristo davanti Anania                                                                      | c. 1509-1510       | Una delle trentasei xilografie della serie della Piccola Passione di Albrecht Dürer. Tra le migliori copie esistenti, c'è quella conservata al British Museum di Londra      |       |
|          | Cristo davanti Caifa                                                                       | c. 1509-1510       | Una delle trentasei xilografie della serie della Piccola Passione di Albrecht Dürer. Tra le migliori copie esistenti, c'è quella conservata al British Museum di Londra      |       |
|          | Cristo deriso                                                                              | c. 1509-1510       | Una delle trentasei xilografie della serie della Piccola Passione di Albrecht Dürer. Tra le migliori copie esistenti, c'è quella conservata al British Museum di Londra      |       |
|          | Cristo davanti Pilato                                                                      | c. 1509-1510       | Una delle trentasei xilografie della serie della Piccola Passione di Albrecht Dürer. Tra le migliori copie esistenti, c'è quella conservata al British Museum di Londra      |       |
|          | Cristo davanti Erode                                                                       | 1509               | Una delle trentasei xilografie della serie della Piccola Passione di Albrecht Dürer. Tra le migliori copie esistenti, c'è quella conservata al British Museum di Londra      |       |
|          | Flagellazione                                                                              | c. 1509-1510       | Una delle trentasei xilografie della serie della Piccola Passione di Albrecht Dürer. Tra le migliori copie esistenti, c'è quella conservata al British Museum di Londra      |       |
|          | Cristo incoronato di spine                                                                 | c. 1509-1510       | Una delle trentasei xilografie della serie della Piccola Passione di Albrecht Dürer. Tra le migliori copie esistenti, c'è quella conservata al British Museum di Londra      |       |
|          | Ecce Homo                                                                                  | c. 1509-1510       | Una delle trentasei xilografie della serie della Piccola Passione di Albrecht Dürer. Tra le migliori copie esistenti, c'è quella conservata al British Museum di Londra      |       |
|          | Pilato si lava le mani                                                                     | c. 1509-1510       | Una delle trentasei xilografie della serie della Piccola Passione di Albrecht Dürer. Tra le migliori copie esistenti, c'è quella conservata al British Museum di Londra      |       |
|          | Cristo che porta la croce                                                                  | 1509               | Una delle trentasei xilografie della serie della Piccola Passione di Albrecht Dürer. Tra le migliori copie esistenti, c'è quella conservata al British Museum di Londra      |       |
|          | Sudario della Veronica                                                                     | 1509               | Una delle trentasei xilografie della serie della Piccola Passione di Albrecht Dürer. Tra le migliori copie esistenti, c'è quella conservata al British Museum di Londra      |       |
|          | Cristo inchiodato alla croce                                                               | c. 1509-1510       | Una delle trentasei xilografie della serie della Piccola Passione di Albrecht Dürer. Tra le migliori copie esistenti, c'è quella conservata al British Museum di Londra      |       |
|          | Cristo sulla croce                                                                         | c. 1509-1510       | Una delle trentasei xilografie della serie della Piccola Passione di Albrecht Dürer. Tra le migliori copie esistenti, c'è quella conservata al British Museum di Londra      |       |
|          | Cristo al Limbo                                                                            | c. 1509-1510       | Una delle trentasei xilografie della serie della Piccola Passione di Albrecht Dürer. Tra le migliori copie esistenti, c'è quella conservata al British Museum di Londra      |       |
|          | Deposizione                                                                                | c. 1509-1510       | Una delle trentasei xilografie della serie della Piccola Passione di Albrecht Dürer. Tra le migliori copie esistenti, c'è quella conservata al British Museum di Londra      |       |
|          | Compianto sul Cristo morto                                                                 | c. 1509-1510       | Una delle trentasei xilografie della serie della Piccola Passione di Albrecht Dürer. Tra le migliori copie esistenti, c'è quella conservata al British Museum di Londra      |       |
|          | Sepoltura di Cristo                                                                        | c. 1509-1510       | Una delle trentasei xilografie della serie della Piccola Passione di Albrecht Dürer. Tra le migliori copie esistenti, c'è quella conservata al British Museum di Londra      | [ 1 ] |
|          | Risurrezione                                                                               | c. 1509-1510       | Una delle trentasei xilografie della serie della Piccola Passione di Albrecht Dürer. Tra le migliori copie esistenti, c'è quella conservata al British Museum di Londra      |       |
|          | Cristo appare alla madre                                                                   | c. 1509-1510       | Una delle trentasei xilografie della serie della Piccola Passione di Albrecht Dürer. Tra le migliori copie esistenti, c'è quella conservata al British Museum di Londra      |       |
|          | Noli me tangere                                                                            | c. 1509-1510       | Una delle trentasei xilografie della serie della Piccola Passione di Albrecht Dürer. Tra le migliori copie esistenti, c'è quella conservata al British Museum di Londra      |       |
|          | Cena in Emmaus                                                                             | c. 1509-1510       | Una delle trentasei xilografie della serie della Piccola Passione di Albrecht Dürer. Tra le migliori copie esistenti, c'è quella conservata al British Museum di Londra      |       |
|          | Incredulità di san Tommaso                                                                 | c. 1509-1510       | Una delle trentasei xilografie della serie della Piccola Passione di Albrecht Dürer. Tra le migliori copie esistenti, c'è quella conservata al British Museum di Londra      |       |
|          | Ascensione                                                                                 | c. 1509-1510       | Una delle trentasei xilografie della serie della Piccola Passione di Albrecht Dürer. Tra le migliori copie esistenti, c'è quella conservata al British Museum di Londra      |       |
|          | Discesa della Spirito Santo                                                                | c. 1509-1510       | Una delle trentasei xilografie della serie della Piccola Passione di Albrecht Dürer. Tra le migliori copie esistenti, c'è quella conservata al British Museum di Londra      |       |
|          | Giudizio Universale                                                                        | c. 1509-1510       | Una delle trentasei xilografie della serie della Piccola Passione di Albrecht Dürer. Tra le migliori copie esistenti, c'è quella conservata al British Museum di Londra      |       |
|          | Cristo sul Monte degli Ulivi                                                               | c. 1509-1510       | |       |
|          | Il Piccolo Carro Trionfale (o Il matrimonio borgognone)                                    | c. 1510            | Parte sinistra del Piccolo Carro Trionfale |       |
|          | Il Piccolo Carro Trionfale (o Il matrimonio borgognone)                                    | c. 1510            | Parte destra del Piccolo Carro Trionfale |       |
|          | Stemma di Johann Stabius                                                                   | c. 1510            | |       |
|          | Erode con la testa del Battista                                                            | 1511               | |       |
|          | Caino uccide Abele                                                                         | 1511               | |       |
|          | Adorazione dei Magi                                                                        | 1511               | |       |
|          | Messa di San Gregorio                                                                      | 1511               | |       |
|          | Trinità                                                                                    | 1511               | |       |
|          | San Cristoforo                                                                             | 1511               | |       |
|          | San Geronimo nella cella                                                                   | 1511               | |       |
|          | Sacra Famiglia con Gioacchino e Anna presso un albero                                      | 1511               | |       |
|          | Sacra Famiglia con due angeli musicanti                                                    | 1511               | |       |
|          | San Geronimo nella grotta                                                                  | 1512               | |       |
|          | Johannes Stabius come San Colomano                                                         | 1513               | |       |
|          | Cornice con putti reggenti lo stemma Pirckheimer                                           | c. 1513            | |       |
|          | Madonna incoronata da due angeli al disopra di un paesaggio                                | c. 1515            | |       |
|          | Arco Trionfale                                                                             | 1515               | |       |
|          | Santi austriaci                                                                            | 1515               | Paternità incerta |       |
|          | Emisfero settentrionale del Globo Celeste                                                  | 1515               | |       |
|          | Emisfero meridionale del Globo Celeste                                                     | 1515               | |       |
|          | Mappa del mondo di Johannes Stabius                                                        | 1515               | Parte sinistra della Mappa del mondo di Johannes Stabius |       |
|          | Mappa del mondo di Johannes Stabius                                                        | 1515               | Parte destra della Mappa del mondo di Johannes Stabius |       |
|          | Rinoceronte                                                                                | 1515               | |       |
|          | Gufo in combattimento con altri uccelli                                                    |                    | Paternità incerta |       |
|          | Vergine con monaci certosini                                                               | 1515               | Paternità incerta |       |
|          | Cristo sulla croce                                                                         | 1516               | |       |
|          | Ex libris di Hieronymus Ebner                                                              | 1516               | |       |
|          | Ballo in maschera con torce                                                                | c. 1516            | |       |
|          | Grande Colonna                                                                             | 1517               | |       |
|          | Cornice col Battesimo di Cristo                                                            | c. 1517            | Paternità incerta |       |
|          | Madonna in gloria di angeli                                                                | 1518               | |       |
|          | San Sebaldo nella nicchia                                                                  | 1518               | |       |
|          | Imperatore Massimiliano I                                                                  | c. 1518            | |       |
|          | Imperatore Massimiliano I                                                                  | 1519               | Paternità incerta |       |
|          | Stemma della famiglia Von Roggendorf                                                       | 1520               | |       |
|          | Stemma con le teste di tre leoni                                                           | c. 1520            | |       |
|          | Stemma di Johann Tscherte                                                                  | c. 1520            | |       |
|          | Stemma di Laurenz Staiber                                                                  | c. 1520-1521       | |       |
|          | Stemma dell'Impero Tedesco e della Città di Norimberga                                     | 1521               | |       |
|          | Stemma di Don Pedro Lasso de Castilla                                                      | c. 1521            | |       |
|          | Ulrich Varnbuler                                                                           | 1522               | |       |
|          | Il Carro Trionfale di Massimiliano I (o Il Grande Carro Trionfale                          | 1523               | Prima parte del Grande Carro Trionfale |       |
|          | Il Carro Trionfale di Massimiliano I (o Il Grande Carro Trionfale                          | 1523               | Seconda parte del Grande Carro Trionfale |       |
|          | Il Carro Trionfale di Massimiliano I (o Il Grande Carro Trionfale                          | 1523               | Terza parte del Grande Carro Trionfale |       |
|          | Il Carro Trionfale di Massimiliano I (o Il Grande Carro Trionfale                          | 1523               | Quarta parte del Grande Carro Trionfale |       |
|          | Il Carro Trionfale di Massimiliano I (o Il Grande Carro Trionfale                          | 1523               | Quinta parte del Grande Carro Trionfale |       |
|          | Il Carro Trionfale di Massimiliano I (o Il Grande Carro Trionfale                          | 1523               | Sesta parte del Grande Carro Trionfale |       |
|          | Il Carro Trionfale di Massimiliano I (o Il Grande Carro Trionfale                          | 1523               | Settima parte del Grande Carro Trionfale |       |
|          | Il Carro Trionfale di Massimiliano I (o Il Grande Carro Trionfale                          | 1523               | Ottava e ultima parte del Grande Carro Trionfale |       |
|          | Stemma della famiglia Dürer                                                                | 1523               | |       |
|          | Ultima Cena                                                                                | 1523               | |       |
|          | Cristo sulla croce con tre angeli                                                          | 1523               | |       |
|          | Sfera armillare                                                                            | 1525               | |       |
|          | Monumento alla Vittoria                                                                    | 1525               | |       |
|          | Monumento a un ubriacone morto                                                             | 1525               | |       |
|          | Monumento ai contadini vinti                                                               | 1525               | |       |
|          | Uomo che dipinge un ritratto                                                               | 1525               | |       |
|          | Uomo che disegna un liuto                                                                  | 1525               | |       |
|          | Disegnatore rappresentante un vaso                                                         | 1525               | |       |
|          | Disegnatore ritraente una donna sdraiata                                                   | 1525               | |       |
|          | Sacra Famiglia sul prato                                                                   | 1526               | Paternità incerta |       |
|          | Helius Eobanus Hessus                                                                      | 1526               | Paternità incerta |       |
|          | Il Tempo e una volpe girano la Ruota della Fortuna con a destra persone di tutti i ranghi  | c. 1526            | Paternità incerta |       |
|          | Giustizia, Verità e Ragione messe alla gogna con il giudice seduto e la Pietà addormentata | c. 1526            | Paternità incerta |       |
|          | L'Insegnante, il Sacerdote e la Provvidenza                                                | c. 1526            | Paternità incerta |       |
|          | San Geronimo                                                                               | c. 1500-1515       | |       |
|          | Torneo a cavallo                                                                           | 1526               | |       |
|          | Giostra italiana della Pace tra Jacob de Heere e Freydal                                   | 1526               | |       |
|          | Giostra italiana della Pace tra Jacob de Heere e Freydal                                   | c. 1526            | |       |
|          | Stemma di Ferdinando I, re di Ungheria e Boemia                                            | 1527               | |       |
|          | Assedio di una fortezza                                                                    | 1527               | |       |
|          | Assedio di una fortezza                                                                    | 1527               | Parte sinistra dell'Assedio di una fortezza |       |
|          | Assedio di una fortezza                                                                    | 1527               | Parte destra dell'Assedio di una fortezza |       |
|          | San Cristoforo attraversa il torrente                                                      | 1528               | Paternità incerta |       |

## Illustrazioni per libri
Quella che segue è una lista incompleta delle xilografie realizzate per illustrare dei libri e che sono state attribuite ad Albrecht Dürer.
| Immagine                                                                                        | Titolo                                                                                            | Data                                       | Dimensioni                                 | Ulteriori informazioni                                             | N.                                         |                                            |                                            |
| Illustrazioni per il Ritter von Turn [ 2 ]                                                      | Illustrazioni per il Ritter von Turn [ 2 ]                                                        | Illustrazioni per il Ritter von Turn [ 2 ] | Illustrazioni per il Ritter von Turn [ 2 ] | Illustrazioni per il Ritter von Turn [ 2 ]                         | Illustrazioni per il Ritter von Turn [ 2 ] | Illustrazioni per il Ritter von Turn [ 2 ] | Illustrazioni per il Ritter von Turn [ 2 ] |
| ----------------------------------------------------------------------------------------------- | ------------------------------------------------------------------------------------------------- | ------------------------------------------ | ------------------------------------------ | ------------------------------------------------------------------ | ------------------------------------------ | ------------------------------------------ | ------------------------------------------ |
|                                                                                                 | Il Demone della Vanità e la donna frivola                                                         | 1493                                       |                                            | L'illustrazione è attribuita al giovane Dürer                      |                                            |                                            |                                            |
|                                                                                                 | Il Cavaliere e le sue figlie in giardino                                                          | 1493                                       |                                            | L'illustrazione è attribuita al giovane Dürer                      |                                            |                                            |                                            |
|                                                                                                 | Il Cavaliere offre il suo libro alle sue figlie                                                   | 1493                                       |                                            | L'illustrazione è attribuita al giovane Dürer                      |                                            |                                            |                                            |
|                                                                                                 | La donna e l'eremita a bagno                                                                      | 1493                                       |                                            | L'illustrazione è attribuita al giovane Dürer                      |                                            |                                            |                                            |
|                                                                                                 | L'Autopsia                                                                                        | 1493                                       |                                            | L'illustrazione è attribuita al giovane Dürer                      |                                            |                                            |                                            |
|                                                                                                 | Il Demone rubabambini                                                                             | 1493                                       |                                            | L'illustrazione è attribuita al giovane Dürer                      |                                            |                                            |                                            |
|                                                                                                 |                                                                                                   | 1493                                       |                                            | L'illustrazione è attribuita al giovane Dürer                      | [ 3 ]                                      |                                            |                                            |
|                                                                                                 |                                                                                                   | 1493                                       |                                            | L'illustrazione è attribuita al giovane Dürer                      | [ 4 ]                                      |                                            |                                            |
| Illustrazioni per le Commedie di Publio Terenzio Afro [ 2 ]                                     |                                                                                                   |                                            |                                            |                                                                    |                                            |                                            |                                            |
|                                                                                                 | Illustrazione dalle Commedie                                                                      | c. 1493                                    | 89 mm × 143 mm                             | L'illustrazione è attribuita al giovane Dürer                      | [ 5 ]                                      |                                            |                                            |
|                                                                                                 | Eunuco                                                                                            | c. 1493                                    | 89 mm × 143 mm                             | L'illustrazione è attribuita al giovane Dürer                      | [ 6 ]                                      |                                            |                                            |
|                                                                                                 | Eunuco                                                                                            | c. 1493                                    | 89 mm × 143 mm                             | L'illustrazione è attribuita al giovane Dürer                      | [ 7 ]                                      |                                            |                                            |
|                                                                                                 | Eunuchi                                                                                           | c. 1493                                    | 89 mm × 143 mm                             | L'illustrazione è attribuita al giovane Dürer                      | [ 8 ]                                      |                                            |                                            |
|                                                                                                 | Andria                                                                                            | c. 1493                                    | 89 mm × 143 mm                             | L'illustrazione è attribuita al giovane Dürer                      | [ 9 ]                                      |                                            |                                            |
|                                                                                                 | Andria                                                                                            | c. 1493                                    | 89 mm × 143 mm                             | L'illustrazione è attribuita al giovane Dürer                      | [ 10 ]                                     |                                            |                                            |
|                                                                                                 | Adelphi                                                                                           | c. 1493                                    | 89 mm × 143 mm                             | L'illustrazione è attribuita al giovane Dürer                      | [ 11 ]                                     |                                            |                                            |
|                                                                                                 | Phormio                                                                                           | c. 1493                                    | 89 mm × 143 mm                             | L'illustrazione è attribuita al giovane Dürer                      | [ 12 ]                                     |                                            |                                            |
| Illustrazioni per La nave dei folli di Sebastian Brant [ 2 ]                                    |                                                                                                   |                                            |                                            |                                                                    |                                            |                                            |                                            |
|                                                                                                 | Frontespizio                                                                                      | 1494                                       |                                            | L'illustrazione della prima edizione è attribuita al giovane Dürer |                                            |                                            |                                            |
|                                                                                                 | Padri negligenti contro i loro figli                                                              | 1494                                       |                                            | L'illustrazione della prima edizione è attribuita al giovane Dürer |                                            |                                            |                                            |
|                                                                                                 | Portatori di storie e membri del dibattito                                                        | 1494                                       |                                            | L'illustrazione della prima edizione è attribuita al giovane Dürer |                                            |                                            |                                            |
|                                                                                                 | Modi empi e disordinati                                                                           | 1494                                       |                                            | L'illustrazione della prima edizione è attribuita al giovane Dürer |                                            |                                            |                                            |
|                                                                                                 | Dispensatori di Sacre Scritture                                                                   | 1494                                       |                                            | L'illustrazione della prima edizione è attribuita al giovane Dürer |                                            |                                            |                                            |
|                                                                                                 | Amore disordinato e venerabile                                                                    | 1494                                       |                                            | L'illustrazione della prima edizione è attribuita al giovane Dürer |                                            |                                            |                                            |
|                                                                                                 | Quelli che peccano affidandosi alla misericordia dell'Onnipotente                                 | 1494                                       |                                            | L'illustrazione della prima edizione è attribuita al giovane Dürer |                                            |                                            |                                            |
|                                                                                                 | Folli che iniziano la costruzione di un grande edificio senza disposizioni sufficienti            | 1494                                       |                                            | L'illustrazione della prima edizione è attribuita al giovane Dürer |                                            |                                            |                                            |
|                                                                                                 | Quelli che correggono gli altri, essi stessi colpevoli dello stesso errore                        | 1494                                       |                                            | L'illustrazione della prima edizione è attribuita al giovane Dürer |                                            |                                            |                                            |
|                                                                                                 | Il Sermone o la Dottrina della Saggezza                                                           | 1494                                       |                                            | L'illustrazione della prima edizione è attribuita al giovane Dürer |                                            |                                            |                                            |
|                                                                                                 | Studiosi negligenti                                                                               | 1494                                       |                                            | L'illustrazione della prima edizione è attribuita al giovane Dürer |                                            |                                            |                                            |
|                                                                                                 | Giudici lascivi dei morti degli altri                                                             | 1494                                       |                                            | L'illustrazione della prima edizione è attribuita al giovane Dürer |                                            |                                            |                                            |
|                                                                                                 | Peccatori che si prolungano di giorno in giorno per correggere il loro errare                     | 1494                                       |                                            | L'illustrazione della prima edizione è attribuita al giovane Dürer |                                            |                                            |                                            |
|                                                                                                 | Uomini gelosi                                                                                     | 1494                                       |                                            | L'illustrazione della prima edizione è attribuita al giovane Dürer |                                            |                                            |                                            |
|                                                                                                 | Quelli che continueranno nella loro follia nonostante l'erudizione                                | 1494                                       |                                            | L'illustrazione della prima edizione è attribuita al giovane Dürer |                                            |                                            |                                            |
|                                                                                                 | Folli furiosi                                                                                     | 1494                                       |                                            | L'illustrazione della prima edizione è attribuita al giovane Dürer |                                            |                                            |                                            |
|                                                                                                 | La mutevolezza della Fortuna                                                                      | 1494                                       |                                            | L'illustrazione della prima edizione è attribuita al giovane Dürer |                                            |                                            |                                            |
|                                                                                                 | Uomini malati inobbedienti                                                                        | 1494                                       |                                            | L'illustrazione della prima edizione è attribuita al giovane Dürer |                                            |                                            |                                            |
|                                                                                                 | Aprire cancelli                                                                                   | 1494                                       |                                            | L'illustrazione della prima edizione è attribuita al giovane Dürer |                                            |                                            |                                            |
|                                                                                                 | Folli che non possono essere consapevoli della loro sfortuna né prendere esempio dai danni altrui | 1494                                       |                                            | L'illustrazione della prima edizione è attribuita al giovane Dürer |                                            |                                            |                                            |
|                                                                                                 | Folli che forzano o si interessano alla maldicenza delle persone oscene                           | 1494                                       |                                            | L'illustrazione della prima edizione è attribuita al giovane Dürer |                                            |                                            |                                            |
|                                                                                                 | Derisori e falsi accusatori                                                                       | 1494                                       |                                            | L'illustrazione della prima edizione è attribuita al giovane Dürer |                                            |                                            |                                            |
|                                                                                                 | Quelli che disprezzano le cose eterne per le cose mondane e transitorie                           | 1494                                       |                                            | L'illustrazione della prima edizione è attribuita al giovane Dürer |                                            |                                            |                                            |
|                                                                                                 | Quelli che parlano e fanno rumore nella Chiesa di Dio                                             | 1494                                       |                                            | L'illustrazione della prima edizione è attribuita al giovane Dürer |                                            |                                            |                                            |
|                                                                                                 | Folli che si mettono in pericolo volontariamente                                                  | 1494                                       |                                            | L'illustrazione della prima edizione è attribuita al giovane Dürer |                                            |                                            |                                            |
|                                                                                                 | La via della felicità e della bontà e il dolore che deve venire ai peccatori                      | 1494                                       |                                            | L'illustrazione della prima edizione è attribuita al giovane Dürer |                                            |                                            |                                            |
|                                                                                                 | Lussuria corporale o voluttà corporale                                                            | 1494                                       |                                            | L'illustrazione della prima edizione è attribuita al giovane Dürer |                                            |                                            |                                            |
|                                                                                                 | Giovani folli che portano donne anziane dalle loro mogli non per amore ma per ricchezza           | 1494                                       |                                            | L'illustrazione della prima edizione è attribuita al giovane Dürer |                                            |                                            |                                            |
|                                                                                                 | Folli invidiosi                                                                                   | 1494                                       |                                            | L'illustrazione della prima edizione è attribuita al giovane Dürer |                                            |                                            |                                            |
|                                                                                                 | Folli impazienti che, per il loro profitto, disdegnano di sopportare e subire correzioni          | 1494                                       |                                            | L'illustrazione della prima edizione è attribuita al giovane Dürer |                                            |                                            |                                            |
|                                                                                                 | Medici folli che usano la loro pratica senza speculazioni                                         | 1494                                       |                                            | L'illustrazione della prima edizione è attribuita al giovane Dürer |                                            |                                            |                                            |
|                                                                                                 | Predestinazione                                                                                   | 1494                                       |                                            | L'illustrazione della prima edizione è attribuita al giovane Dürer |                                            |                                            |                                            |
|                                                                                                 | Folli che si applicano negli affari altrui lasciando i propri incompiuti                          | 1494                                       |                                            | L'illustrazione della prima edizione è attribuita al giovane Dürer |                                            |                                            |                                            |
|                                                                                                 | Il vizio dell'ingratitudine o della scortesia e gli sciocchi che lo applicano                     | 1494                                       |                                            | L'illustrazione della prima edizione è attribuita al giovane Dürer |                                            |                                            |                                            |
|                                                                                                 | Folli che li deliziano a ballare                                                                  | 1494                                       |                                            | L'illustrazione della prima edizione è attribuita al giovane Dürer |                                            |                                            |                                            |
|                                                                                                 | Guardoni notturni                                                                                 | 1494                                       |                                            | L'illustrazione della prima edizione è attribuita al giovane Dürer |                                            |                                            |                                            |
|                                                                                                 | La vanità dei mendicanti                                                                          | 1494                                       |                                            | L'illustrazione della prima edizione è attribuita al giovane Dürer |                                            |                                            |                                            |
|                                                                                                 | Il loro vano interesse nell'astronomia                                                            | 1494                                       |                                            | L'illustrazione della prima edizione è attribuita al giovane Dürer |                                            |                                            |                                            |
|                                                                                                 | Folli, non disposti a vedere la propria follia, che ancora attaccano i loro superiori             | 1494                                       |                                            | L'illustrazione della prima edizione è attribuita al giovane Dürer |                                            |                                            |                                            |
|                                                                                                 | Folli che non capisco lo sport, eppure lo faranno con i folli                                     | 1494                                       |                                            | L'illustrazione della prima edizione è attribuita al giovane Dürer |                                            |                                            |                                            |
|                                                                                                 | Folli che feriscono ogni uomo che non vuole essere ferito di nuovo                                | 1494                                       |                                            | L'illustrazione della prima edizione è attribuita al giovane Dürer |                                            |                                            |                                            |
|                                                                                                 | Folli imprudenti                                                                                  | 1494                                       |                                            | L'illustrazione della prima edizione è attribuita al giovane Dürer |                                            |                                            |                                            |
|                                                                                                 | Vile linguaggio                                                                                   | 1494                                       |                                            | L'illustrazione della prima edizione è attribuita al giovane Dürer |                                            |                                            |                                            |
|                                                                                                 | L'abuso di spiritualità                                                                           | 1494                                       |                                            | L'illustrazione della prima edizione è attribuita al giovane Dürer |                                            |                                            |                                            |
|                                                                                                 | L'estorsione di uomini di guerra, scribi e altri ufficiali                                        | 1494                                       |                                            | L'illustrazione della prima edizione è attribuita al giovane Dürer |                                            |                                            |                                            |
|                                                                                                 | La follia di cuochi, maggiordomi e altri funzionari domestici                                     | 1494                                       |                                            | L'illustrazione della prima edizione è attribuita al giovane Dürer |                                            |                                            |                                            |
|                                                                                                 | L'orgoglio di Charles e uomini maleducati del paese                                               | 1494                                       |                                            | L'illustrazione della prima edizione è attribuita al giovane Dürer |                                            |                                            |                                            |
|                                                                                                 | Folli che hanno cominciato a fare bene ma non continuano                                          | 1494                                       |                                            | L'illustrazione della prima edizione è attribuita al giovane Dürer |                                            |                                            |                                            |
|                                                                                                 | Folli che disprezzano la morte e quindi non provvedono                                            | 1494                                       |                                            | L'illustrazione della prima edizione è attribuita al giovane Dürer |                                            |                                            |                                            |
|                                                                                                 | Folli che disprezzano Dio                                                                         | 1494                                       |                                            | L'illustrazione della prima edizione è attribuita al giovane Dürer |                                            |                                            |                                            |
|                                                                                                 | La piaga e l'indignazione di Dio                                                                  | 1494                                       |                                            | L'illustrazione della prima edizione è attribuita al giovane Dürer |                                            |                                            |                                            |
|                                                                                                 | Scambi folli                                                                                      | 1494                                       |                                            | L'illustrazione della prima edizione è attribuita al giovane Dürer |                                            |                                            |                                            |
|                                                                                                 | Figli che disdegnano di onorare e adorare i loro genitori                                         | 1494                                       |                                            | L'illustrazione della prima edizione è attribuita al giovane Dürer |                                            |                                            |                                            |
|                                                                                                 |                                                                                                   | 1494                                       |                                            | L'illustrazione della prima edizione è attribuita al giovane Dürer |                                            |                                            |                                            |
|                                                                                                 | Esaltazione dell'orgoglio                                                                         | 1494                                       |                                            | L'illustrazione della prima edizione è attribuita al giovane Dürer |                                            |                                            |                                            |
|                                                                                                 | Usurai                                                                                            | 1494                                       |                                            | L'illustrazione della prima edizione è attribuita al giovane Dürer |                                            |                                            |                                            |
|                                                                                                 | La vana speranza che hanno i folli di riuscire a far ereditare agli uomini il proprio vissuto     | 1494                                       |                                            | L'illustrazione della prima edizione è attribuita al giovane Dürer |                                            |                                            |                                            |
|                                                                                                 | Folli che danno e che dopo si pentono di ciò che hanno dato                                       | 1494                                       |                                            | L'illustrazione della prima edizione è attribuita al giovane Dürer |                                            |                                            |                                            |
|                                                                                                 |                                                                                                   | 1494                                       |                                            | L'illustrazione della prima edizione è attribuita al giovane Dürer |                                            |                                            |                                            |
|                                                                                                 | Raccontastorie e folli creduloni                                                                  | 1494                                       |                                            | L'illustrazione della prima edizione è attribuita al giovane Dürer |                                            |                                            |                                            |
|                                                                                                 | Mercanti e altre occupazioni che usano la falsità                                                 | 1494                                       |                                            | L'illustrazione della prima edizione è attribuita al giovane Dürer |                                            |                                            |                                            |
|                                                                                                 | La falsità dell'Anticristo                                                                        | 1494                                       |                                            | L'illustrazione della prima edizione è attribuita al giovane Dürer |                                            |                                            |                                            |
|                                                                                                 | Quelli che non osano pronunciare la verità per paura del dispiacere                               | 1494                                       |                                            | L'illustrazione della prima edizione è attribuita al giovane Dürer |                                            |                                            |                                            |
|                                                                                                 | Come rinunciare e lasciar fare agli altri                                                         | 1494                                       |                                            | L'illustrazione della prima edizione è attribuita al giovane Dürer |                                            |                                            |                                            |
|                                                                                                 | Lasciare ... di Dio                                                                               | 1494                                       |                                            | L'illustrazione della prima edizione è attribuita al giovane Dürer |                                            |                                            |                                            |
|                                                                                                 | La ricompensa della saggezza                                                                      | 1494                                       |                                            | L'illustrazione della prima edizione è attribuita al giovane Dürer |                                            |                                            |                                            |
|                                                                                                 |                                                                                                   | 1494                                       |                                            | L'illustrazione della prima edizione è attribuita al giovane Dürer |                                            |                                            |                                            |
|                                                                                                 | La nave universale di artigiani e operai                                                          | 1494                                       |                                            | L'illustrazione della prima edizione è attribuita al giovane Dürer |                                            |                                            |                                            |
|                                                                                                 | Blasfemia                                                                                         | 1494                                       |                                            | L'illustrazione della prima edizione è attribuita al giovane Dürer |                                            |                                            |                                            |
|                                                                                                 | Una prova di diversi tipi di folli oppressi dalla loro stessa follia                              | 1494                                       |                                            | L'illustrazione della prima edizione è attribuita al giovane Dürer |                                            |                                            |                                            |
|                                                                                                 | Stolti che lottano nella legge per cose di scarso valore                                          | 1494                                       |                                            | L'illustrazione della prima edizione è attribuita al giovane Dürer |                                            |                                            |                                            |
|                                                                                                 | Golosi e ubriaconi                                                                                | 1494                                       |                                            | L'illustrazione della prima edizione è attribuita al giovane Dürer |                                            |                                            |                                            |
|                                                                                                 | La Follia                                                                                         | 1494                                       |                                            | L'illustrazione della prima edizione è attribuita al giovane Dürer |                                            |                                            |                                            |
| Illustrazioni per la Salus anime                                                                |                                                                                                   |                                            |                                            |                                                                    |                                            |                                            |                                            |
|                                                                                                 | Sant'Apollonia                                                                                    | c. 1500                                    |                                            |                                                                    | [ 13 ]                                     |                                            |                                            |
|                                                                                                 | Sant'Erasmo                                                                                       | c. 1500                                    |                                            |                                                                    | [ 14 ]                                     |                                            |                                            |
|                                                                                                 | Sant'Odilia                                                                                       | c. 1500                                    |                                            |                                                                    | [ 15 ]                                     |                                            |                                            |
|                                                                                                 | San Rocco                                                                                         | c. 1500                                    |                                            |                                                                    | [ 16 ]                                     |                                            |                                            |
|                                                                                                 | San Leonardo                                                                                      | c. 1500                                    |                                            |                                                                    | [ 17 ]                                     |                                            |                                            |
|                                                                                                 | San Mattia                                                                                        | c. 1500                                    |                                            |                                                                    | [ 18 ]                                     |                                            |                                            |
|                                                                                                 | San Volfango                                                                                      | c. 1500                                    |                                            |                                                                    | [ 19 ]                                     |                                            |                                            |
|                                                                                                 | Apostolo Andrea                                                                                   | 1503                                       | 61 mm × 43 mm                              |                                                                    | [ 20 ]                                     |                                            |                                            |
|                                                                                                 | Apostolo Giacomo Maggiore                                                                         | 1503                                       | 62 mm × 41 mm                              |                                                                    | [ 21 ]                                     |                                            |                                            |
|                                                                                                 | Apostolo Giacomo Minore                                                                           | 1503                                       | 62 mm × 41 mm                              |                                                                    | [ 22 ]                                     |                                            |                                            |
|                                                                                                 | Apostolo Matteo                                                                                   | 1503                                       | 63 mm × 44 mm                              |                                                                    | [ 23 ]                                     |                                            |                                            |
|                                                                                                 | Apostolo Pietro                                                                                   | 1503                                       | 62 mm × 40 mm                              |                                                                    | [ 24 ]                                     |                                            |                                            |
|                                                                                                 | Apostolo Simone                                                                                   | 1503                                       | 61 mm × 41 mm                              |                                                                    | [ 25 ]                                     |                                            |                                            |
|                                                                                                 | Apostolo Tommaso                                                                                  | 1503                                       | 62 mm × 42 mm                              |                                                                    | [ 26 ]                                     |                                            |                                            |
|                                                                                                 | Apostolo Giuda Taddeo                                                                             |                                            | 61 mm × 41 mm                              |                                                                    | [ 27 ]                                     |                                            |                                            |
|                                                                                                 | Apostolo Giovanni l'Evangelista                                                                   | 1503                                       | 61 mm × 42 mm                              |                                                                    | [ 28 ]                                     |                                            |                                            |
|                                                                                                 | San Cristoforo                                                                                    | 1503                                       | 61 mm × 44 mm                              |                                                                    | [ 29 ]                                     |                                            |                                            |
|                                                                                                 | San Giorgio uccide il Drago                                                                       | 1503                                       | 62 mm × 44 mm                              |                                                                    | [ 30 ]                                     |                                            |                                            |
|                                                                                                 | San Martino condivide il suo mantello con un mendicante                                           | 1503                                       | 61 mm × 44 mm                              |                                                                    | [ 31 ]                                     |                                            |                                            |
|                                                                                                 | Sant'Antonio                                                                                      | 1503                                       | 62 mm × 42 mm                              |                                                                    | [ 32 ]                                     |                                            |                                            |
|                                                                                                 | Santa Barbara                                                                                     | 1503                                       | 64 mm × 42 mm                              |                                                                    | [ 33 ]                                     |                                            |                                            |
|                                                                                                 | Santa Brigida                                                                                     | 1503                                       | 61 mm × 43 mm                              |                                                                    | [ 34 ]                                     |                                            |                                            |
|                                                                                                 | San Domenico                                                                                      | 1503                                       | 62 mm × 42 mm                              |                                                                    | [ 35 ]                                     |                                            |                                            |
|                                                                                                 | Sant'Elena                                                                                        | 1503                                       | 64 mm × 43 mm                              |                                                                    | [ 36 ]                                     |                                            |                                            |
|                                                                                                 | Santa Margherita                                                                                  | 1503                                       | 61 mm × 44 mm                              |                                                                    | [ 37 ]                                     |                                            |                                            |
|                                                                                                 | San Sebastiano                                                                                    | 1503                                       | 62 mm × 42 mm                              |                                                                    | [ 38 ]                                     |                                            |                                            |
|                                                                                                 | Santa Veronica                                                                                    | 1503                                       | 62 mm × 43 mm                              |                                                                    | [ 39 ]                                     |                                            |                                            |
|                                                                                                 | San Michele combatte il Drago                                                                     |                                            | 61 mm × 41 mm                              |                                                                    | [ 40 ]                                     |                                            |                                            |
|                                                                                                 | Annunciazione                                                                                     | 1503                                       | 61 mm × 39 mm                              |                                                                    | [ 41 ]                                     |                                            |                                            |
|                                                                                                 | Natività                                                                                          |                                            | 61 mm × 41 mm                              |                                                                    | [ 42 ]                                     |                                            |                                            |
|                                                                                                 | Adorazione dei Pastori con Maria, Giuseppe e Gesù bambino                                         | 1503                                       | 61 mm × 43 mm                              |                                                                    | [ 43 ]                                     |                                            |                                            |
|                                                                                                 | Adorazione dei Magi                                                                               |                                            | 61 mm × 41 mm                              |                                                                    | [ 44 ]                                     |                                            |                                            |
|                                                                                                 | Madonna allattante il Cristo bambino con quattro angeli                                           | c. 1500                                    |                                            |                                                                    | [ 45 ]                                     |                                            |                                            |
|                                                                                                 | Crocifissione                                                                                     | 1503                                       | 63 mm × 43 mm                              |                                                                    | [ 46 ]                                     |                                            |                                            |
|                                                                                                 | Compianto sul Cristo morto                                                                        | c. 1500                                    |                                            |                                                                    | [ 47 ]                                     |                                            |                                            |
|                                                                                                 | Risurrezione                                                                                      |                                            | 61 mm × 41 mm                              |                                                                    | [ 48 ]                                     |                                            |                                            |
|                                                                                                 | Messa di San Gregorio                                                                             | 1503                                       | 63 mm × 43 mm                              |                                                                    | [ 49 ]                                     |                                            |                                            |
|                                                                                                 | Preghiera serale                                                                                  | 1503                                       | 63 mm × 41 mm                              |                                                                    | [ 50 ]                                     |                                            |                                            |
|                                                                                                 | Maria nel Sole come Regina del Paradiso                                                           |                                            |                                            |                                                                    | [ 51 ]                                     |                                            |                                            |
|                                                                                                 | Sant'Anna                                                                                         |                                            |                                            |                                                                    | [ 52 ]                                     |                                            |                                            |
|                                                                                                 | Santa Caterina                                                                                    |                                            |                                            |                                                                    | [ 53 ]                                     |                                            |                                            |
|                                                                                                 | Santa Dorotea                                                                                     |                                            |                                            |                                                                    | [ 54 ]                                     |                                            |                                            |
|                                                                                                 | San Giovanni il Battista                                                                          |                                            |                                            |                                                                    | [ 55 ]                                     |                                            |                                            |
| Illustrazioni per In Claudii Ptolemaei Geographiacae Enarrationis Libri octo di Claudio Tolomeo |                                                                                                   |                                            |                                            |                                                                    |                                            |                                            |                                            |
|                                                                                                 |                                                                                                   | 1525                                       | 41 cm × 27 cm                              |                                                                    | [ 56 ]                                     |                                            |                                            |
|                                                                                                 |                                                                                                   | 1525                                       | 41 cm × 27 cm                              |                                                                    | [ 56 ]                                     |                                            |                                            |
|                                                                                                 |                                                                                                   | 1525                                       | 41 cm × 27 cm                              |                                                                    | [ 56 ]                                     |                                            |                                            |
|                                                                                                 |                                                                                                   | 1525                                       | 41 cm × 27 cm                              |                                                                    | [ 56 ]                                     |                                            |                                            |
|                                                                                                 |                                                                                                   | 1525                                       | 41 cm × 27 cm                              |                                                                    | [ 56 ]                                     |                                            |                                            |